# The Poseidon Adventure (2005)
The Poseidon Adventure is een Amerikaanse televisiefilm uit 2005, gebaseerd op de gelijknamige roman van Paul Gallico uit 1969. De film is geregisseerd door John Putch.

## Verhaal
Het cruiseschip de SS Poseidon is op weg van Kaapstad naar Sydney, als een groep terroristen een aanslag op het schip pleegt met een bom. De explosie laat het schip kapseizen en zinken.
Slechts een klein groepje passagiers overleeft de ramp, en zij zitten nu vast onder water. Hun enige kans is een uitweg vinden.

## Rolverdeling
| Acteur           | Personage              |
| ---------------- | ---------------------- |
| Rutger Hauer     | Bishop August Schmidt  |
| Adam Baldwin     | Sea Marshal Mike Rogo  |
| Steve Guttenberg | Richard Clarke         |
| Bryan Brown      | Jeffrey Eric Anderson  |
| C. Thomas Howell | Doctor Matthew Ballard |
| Peter Weller     | Captain Paul Gallico   |
| Alex Kingston    | Suzanne Harrison       |
| Alexa Hamilton   | Rachel Clarke          |
| Clive Mantle     | James Martin           |
| Sylvia Syms      | Belle Rosen            |
| Amber Sainsbury  | Shelby Clarke          |
| Rory Copus       | Dylan Clarke           |
| Geoff Pierson    | Admiral Jennings       |
| Peter Dobson     | Agent Percy            |
| Nathalie Boltt   | Shoshanna              |
| Andrew Brent     | Ronald Acre            |
| Peter Butler     | Badawi                 |

## Achtergrond
De film werd gemaakt door Larry Levenson Productions. Het script werd geschreven door Bryce Zabel. Hij bracht een aantal veranderingen aan in het verhaal, waaronder de manier waarop het schip zinkt. In het boek komt het schip tot zinken door een tsunami, veroorzaakt door een onderzeese aardbeving. Dit scenario werd echter als te onrealistisch gezien daar een tsunami op volle zee nog maar een paar centimeter hoog is, en pas bij de kust zijn volle formaat bereikt. Veel van de personages uit het boek zijn wel overgenomen in de film, maar een aantal is weggelaten of aangepast. Zo is het personage Mike Rogo in de film een sea marshal. Er is ook een aantal personages bijbedacht voor de film.
De film werd niet al te best ontvangen door critici en fans van de eerste film. De film was duidelijk gemaakt om mee te liften op het geplande succes van de film Poseidon uit 2006, welke een remake was van “The Poseidon Adventure” uit 1972.